# Манчака (Техас)
Манчака (англ. Manchaca) — переписна місцевість (CDP) в США, в окрузі Тревіс штату Техас. Населення — 2266 осіб (2020).

## Географія
Манчака розташована за координатами 30°8′7″ пн. ш. 97°50′11″ зх. д. / 30.13528° пн. ш. 97.83639° зх. д. (30.135305, -97.836278).  За даними Бюро перепису населення США в 2010 році переписна місцевість мала площу 5,01 км², уся площа — суходіл.

## Демографія
Згідно з переписом 2010 року, у переписній місцевості мешкали 1133 особи в 450 домогосподарствах у складі 303 родин. Густота населення становила 226 осіб/км².  Було 483 помешкання (97/км²).
Расовий склад населення:
| - 82,3 % — білих - 1,9 % — корінних американців - 1,5 % — чорних або афроамериканців - 0,9 % — азіатів - 0,5 % — вихідців з тихоокеанських островів - 10,8 % — осіб інших рас |

До двох чи більше рас належало 2,1 %. Частка іспаномовних становила 32,1 % від усіх жителів.
За віковим діапазоном населення розподілялося таким чином: 20,7 % — особи молодші 18 років, 65,0 % — особи у віці 18—64 років, 14,3 % — особи у віці 65 років та старші. Медіана віку мешканця становила 44,1 року. На 100 осіб жіночої статі у переписній місцевості припадало 97,0 чоловіків;  на 100 жінок у віці від 18 років та старших — 96,5 чоловіків також старших 18 років.
Середній дохід на одне домашнє господарство  становив 103 013 долари США (медіана — 82 328), а середній дохід на одну сім'ю — 119 069 доларів (медіана — 95 109). За межею бідності перебувало 9,5 % осіб, у тому числі 0,0 % дітей у віці до 18 років та 45,1 % осіб у віці 65 років та старших.
Цивільне працевлаштоване населення становило 801 особа. Основні галузі зайнятості: виробництво — 22,2 %, освіта, охорона здоров'я та соціальна допомога — 21,6 %, інформація — 15,6 %, роздрібна торгівля — 11,5 %.